# Heimosodat
Det finske begreb heimosodat kan oversættes med "familiekrigene" (som ikke er det samme som stammekrige). Det bruges om en række konflikter i områder udenfor selve Finland, som er befolket af finske folk – ofte i Rusland eller i de russiske grænseområder. I disse konflikter deltog omkring 9.000 finske frivillige i årene mellem 1918 og 1922 enten for at hævde finsk kontrol over områder beboet af finske broderfolk eller for at hjælpe dem til selvstændighed. Mange af de frivillige var inspireret af tanken om et Storfinland. Nogle af konflikterne var udfald fra Finland mens andre var lokale opstande hvor de frivillige enten ønskede at hjælpe folkene i deres uafhængighedskamp eller at annektere områderne for Finland.
- Estlands uafhængighedskrig (1918–1920)
  - Pohjan pojat ("Nordens sønner") og I Suomalainen Vapaajoukko (1. korps af finske frivillige) hjalp de estiske tropper.
- Viena ekspeditionen (1918)
  - Murmansk-legionen
- Aunus ekspeditionen (1919)
- Petsamo-ekspeditionerne (1918 and 1920)
- Opstanden i Østkarelen (1921–1922)
- Ingermanlændingenes nationale opstand (1918–1920)

Fænomenet er tæt knyttet til nationalisme og irredentisme da Finland netop havde opnået sin uafhængighed og en del af befolkningen følte, at de var forpligtede til at hjælpe andre finsk-ugriske folk til at opnå det samme. Estland, den nærmeste og befolkningsmæssigt største af familielandene havde opnået sin uafhængighed på samme tidspunkt, men havde færre ressourcer og færre institutioner, som kunne støtte den nye status – og flere russiske tropper indenfor sine grænser. Andre finske folk havde et meget lavere niveau kulturelle, økonomiske og politiske kapaciteter. Den finske borgerkrig havde vækket en stærk nationalistisk følelse som søgte måder at blive udløst på. Den ene halvdel af det finske folk var i de næste to årtier forholdsvis stærkt engageret i nationalistiske aktiviteter såsom karelianisme og finnificering af landet og dets institutioner. Dette hang sammen med traumatiseringen og splittelsen af nationen efter den finske borgerkrig – nogle af de hvide støtte blev temmelig radikale i deres nationalisme på grund af krigen. Først den anspændte femårs periode med total krig under 2. verdenskrig – som også stort set forenede nationen – gav afløb for den nationale entusiasme.

## Begreber
- Sota: "Krig", og i denne sammenhæng mest en lille en, såsom en grænsetræfning, en række ekspeditioner udført af frivillige tropper, en uddrivelse af tilbageværende besættelsesstyrker eller en slags opstand
- Heimo: "Stamme" eller "klan", men i denne sammenhæng også det sproglige eller etniske fællesskab mellem de finske folk; "familiefolk"
- Sukukansa : Folk som sprogligt og/eller etnisk er i familie med hinanden. "suku" betyder "familie" og "kansa" betyder "folk" (ental)